# Gillian Boxx
Gillian Boxx,  född 1 september 1973 i Fontana i Kalifornien, är en amerikansk softbollspelare, som vann guld i de olympiska spelen 1996, som catcher för det amerikanska landslaget. Boxx spelade College softball  vid University of California at Berkeley  mellan 1992 och 1995, där hon satte sju stycken skolrekord.
Hon är syster till Fotbollsspelaren Shannon Boxx.